# 유엔 안전 보장 이사회 결의 제728호
유엔 안전 보장 이사회 결의 제728호는 1992년 1월 8일 만장일치로 채택되었다. 주요 내용은 1990년 채택된 결의안 제668호와 전년도에 채택된 결의안 제717호 및 제718호를 상기한 후, 1991년 10월 23일에 파리에서 합의된 모든 당사자들의 이행을 환영함과 동시에 캄보디아에 지뢰가 존재한다는 점에 대한 우려 표명이다.
안보리는 사무총장이 제717호 결의안에서 지뢰 인식 프로그램을 수립한 사실과, 해당 협정에 따라 유엔 캄보디아 과도 통치기구가 지뢰 제거 과정을 지원하고 훈련 프로그램을 수행할 수 있다는 사실을 확인하였다.

## 같이 보기
- 유엔 안전 보장 이사회 결의 제701 ~ 800호 목록
- 캄푸치아 인민공화국